# Picot negre imperial
El picot negre imperialo picot imperial (Campephilus imperialis) és una espècie d'ocell de la família dels pícids. Habita principalment als boscos temperats i freds de Mèxic, encara que originalment també es trobava al sud dels Estats Units.